# Émile Gentil
Émile Gentil (Volmunster, 4 aprile 1866 – Bordeaux, 30 marzo 1914) è stato un ufficiale ed esploratore francese.
Nacque a Volmunster nel dipartimento della Mosella e si diplomò all'École Navale, la scuola di formazione degli ufficiali di marina francesi. Dal 1890 al 1892, con il grado di guardiamarina (enseigne), fu incaricato di svolgere sondaggi idrografici lungo la costa del Gabon. Nel 1892 entrò nell'amministrazione coloniale in Gabon. Gentil è noto soprattutto per aver comandato due missioni militari volte alla conquista dei territori a nord dell'attuale Gabon e intorno al lago Ciad.

## Missioni verso l'interno dell'Africa

### Prima missione (1895-1897)
Nel 1895 fu ordinato a Gentil di trovare la via più praticabile tra il Gabon ed il Ciad, con l'obiettivo di congiungere le colonie francesi in Africa, reclamando i territori attraversati e contrastando così l'espansione inglese e tedesca. Il 27 luglio 1895 Gentil cominciò a risalire il fiume Congo sulla nave a vapore Léon-Blot. La nave fu in seguito smontata e trasportata da manodopera africana attraverso la foresta tropicale per raggiungere i tratti navigabili dei fiumi Ubangi e Kemo. La missione quindi trasportò la nave, di nuovo via terra, fino al fiume Chari, sul cui corso Gentil fondò la base di Fort-Archambault, l'attuale Sarh. Questa base era situata a solo un centinaio di chilometri da Kouno, una delle più importanti guarnigioni di Rabih al-Zubayr, all'epoca il più potente signore del Ciad.
Nell'ottobre 1897 convinse il mbang (re) Abd al-Rahman Gaourang II a sottoscrivere un trattato di alleanza che impose il protettorato francese sul Regno di Baguirmi, allora sotto la minaccia di Rabih al-Zubayr.
Il 20 ottobre 1897 la spedizione di Gentil penetrò nei territori di Rabih az-Zubayr, raggiungendo il lago Ciad il 28 ottobre.

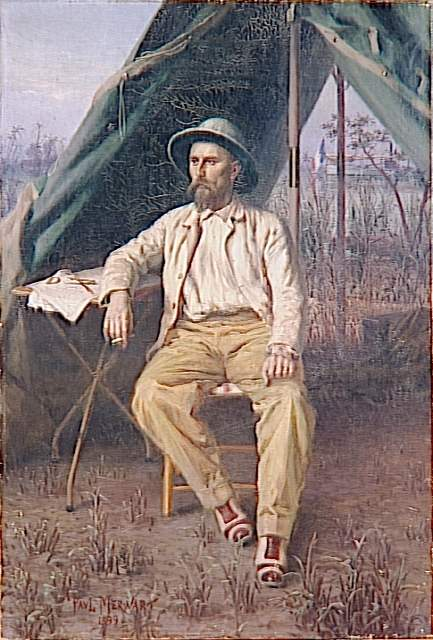
Émile Gentil in Africa, ritratto di Paul Merwart

### Seconda missione o Missione Gentil (1899-1900)
Dopo essere tornato in Francia, dove aveva fatto pressioni sul governo per procedere ad un'ulteriore espansione in Africa centrale, Gentil fece i preparativi per una seconda missione, con l'obiettivo di dare soccorso all'alleato Gaourang, che era stato sconfitto da Rabih, e di conquistare i territori di quest'ultimo intorno al lago Ciad. Nel 1899 i francesi organizzarono quindi tre colonne militari: la missione Gentil che procedeva verso nord dal Congo francese, la missione Voulet-Chanoine (in seguito missione Joalland-Meynier) che procedeva verso est dal fiume Niger e la missione Foureau-Lamy che procedeva verso sud dall'Algeria. Il loro obiettivo era quello di congiungere tutti i possedimenti francesi nell'Africa occidentale.
Sempre supportata dal Léon-Blot, la colonna di Gentil si diresse a nord verso il Ciad. Lungo la strada, il 16 agosto 1899 nel villaggio di Gaoura, Gentil fu informato da uno dei tre tirailleur senegalesi che erano sopravvissuti alla battaglia di Togbao (avvenuta il 17 luglio 1899) dell'annientamento ad opera di Rabih della spedizione militare condotta dal tenente di vascello Henri Bretonnet e dal tenente Solomon Braun insieme alle forze del Baguirmi.
Dopo aver raggiunto, il 16 ottobre 1899, la base di Fort-Archambault, la missione Gentil si diresse a Kouno, che fu incendiata. Il 28 ottobre 1899 si scontrò con Rabih nella battaglia di Kouno: i francesi furono respinti con molte perdite, ma ciò non impedì loro di riunirsi con le altre due missioni a Kousséri. Il 22 aprile 1900 le tre colonne, comandate dal maggiore Amédée-François Lamy, affrontarono Rabih az-Zubayr. I francesi vinsero lo scontro, ricordato come battaglia di Kousséri, assicurando alla Francia il controllo della maggior parte del Ciad. Nella battaglia persero la vita entrambi i comandanti, Rabih e Lamy. A Rabih successe il figlio, il cui impero si disintegrò ben presto sotto la pressione dell'espansione francese.

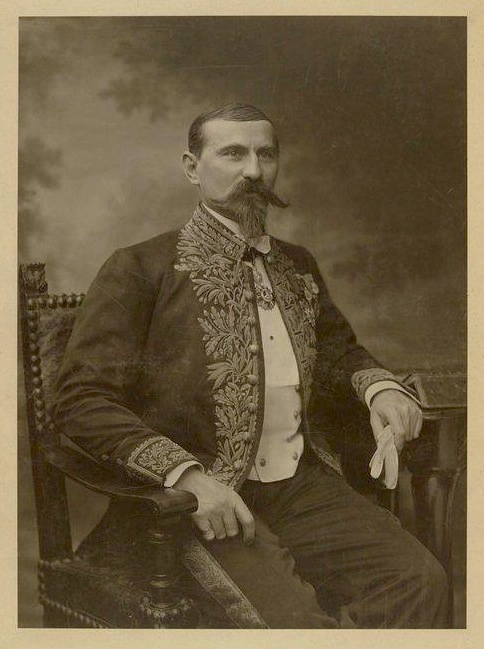
Ritratto di Émile Gentil, foto di Nadar

Con la battaglia di Kousséri, le missioni francesi avevano raggiunto tutti i loro obiettivi: esplorare i territori fra la Nigeria settentrionale e il Niger (contribuendo a stabilire una chiara delimitazione dei confini fra le colonie francesi e quelle inglesi), distruggere l'impero di Rabih e unificare i territori coloniali francesi. Questi successi permisero al governo francese di istituire il territorio militare del Ciad.
In onore di Lamy, Gentil chiamò Fort-Lamy la capitale del nuovo territorio francese del Ciad, che fondò il 29 maggio 1900 e di cui fu il primo governatore. Nel 1973 la Repubblica del Ciad ribattezzò la città con il nome di N'Djamena.

## Governatore del Congo francese
Il 5 febbraio 1902 Gentil fu nominato commissario generale del governo del Congo francese, con residenza a Brazzaville. Ostile alla missione Brazzà, giunta nel 1905 ad effettuare indagini sulle vessazoni francesi nei confronti delle popolazioni indigene, attaccato dalla stampa per i massacri compiuti in Congo, ma scagionato dalla commissione Lanessan che insabbiò il rapporto di Brazzà, Gentil rimase in carica e organizzò i quattro distretti del Gabon, del Medio-Congo, dell'Oubangui-Chari e del Ciad, che dovevano formare l'Africa Equatoriale Francese. Lasciò l'Africa nel 1910. È sepolto a Parigi nel cimitero di Père-Lachaise.
Le sue missioni sono state registrate nei Comptes rendus della Société de géographie.
La seconda città per dimensione del Gabon, Port-Gentil, ha preso da lui il nome.

### Fonti primarie
- (FR) Émile Gentil, La chute de l'empire de Rabah, in Le Tour du Monde, 1901,  pp. 529-624.
- (FR) Émile Gentil, La chute de l'empire de Rabah, Parigi, Hachette, 1902.
- (FR) Itinéraire de la mission E. Gentil entre l'Oubangui et le Tchad 1895-1898, Parigi, Société de géographie, 1898.

### Studi e saggi
- (EN) Emmanuel Ayakanmi Ayandele, Nigerian Historical Studies, Routledge, 1979,  pp. 130-131, ISBN 0-7146-3113-2.
- (EN) Thomas Pakenham, The Scramble for Africa, Abacus, 1992,  pp. 515-516, ISBN 978-0-349-10449-2.
- (EN) Maria Petringa, Brazza, A Life for Africa, Bloomington, AuthorHouse, 2006, ISBN 978-1-4259-1198-0.
- (FR) Les coloniaux français illustres, Lione, Arnaud, 1941.
- (FR) Marie-Antoinette Menier, Une lettre inédite de Marchand à Gentil, la marche française vers le Nil et le Tchad en avril 1897, in Revue d'histoire des colonies, vol. 40, n. 140-141, 1953,  pp. 431-442.
- (FR) Marie-Christine Lachèse e Bernard Lachèse, La vie quotidienne au centre de l'Afrique à la fin du XIXe siècle, L'Harmattan, 2018, ISBN 978-2-343-13399-7.
- (FR) Jean Martin, Le rapport Brazza, mission d’enquête du Congo. Rapports et documents. 1905-1907. Mission Savorgnan de Brazza. Commission Lanessan, préface de Catherine Coquery-Vidrovitch, in Outre-Mers. Revue d'histoire, vol. 101, n. 382, Neuvy-en-Champagne, Le passager clandestin, 2014,  pp. 295-297.